# Sarule
Sarule (sardisk: Sarùle) er en by og en kommune (comune) i provinsen Nuoro i regionen Sardinien i Italien. Byen ligger i 630 meters højde og har 1.696 indbyggere (2016). Kommunen har et areal på 52,72 km² og grænser til kommunerne Mamoiada, Ollolai, Olzai, Orani og Ottana.